# Steatoda tigrina
Steatoda tigrina là một loài nhện trong họ Theridiidae.
Loài này thuộc chi Steatoda. Steatoda tigrina được Albert Tullgren miêu tả năm 1910.